# Antena de Oro 2018
La llista de guardonats de la XLVI edició dels premis Antena de Oro 2018 va ser anunciada el 23 d'octubre de 2018. L'entrega es va realitzar al Gran Casino d'Aranjuez el 17 de novembre de 2018.

## Televisió
- Sandra Golpe, Antena 3 Noticias, d'Antena 3.
- Roberto Leal, Operación Triunfo de La 1.
- Carlos Sobera, First Dates, de Cuatro.
- Iñaki López, La Sexta noche, de La Sexta.
- Informativos Telecinco, de Telecinco.
- Trece al dia de 13 TV.

## Ràdio
- José Antonio Marcos, Hora 14 de la Cadena SER.
- Julián Cabrera, cap dels Serveis Informatius d'Onda Cero.
- Ignacio Elguero, La estación Azul de RNE.
- La Brújula, d'Onda Cero.
- Miguel Benito, Todos seguros de Capital Radio.
- Pilar Cisneros, Mediodía COPE.
- Las mañanas Kiss de Kiss FM.

## Trajectòria professional
- Alfonso Nasarre Goicoechea

## Cultura
- Café Teatro 'El Rincón de la Rodríguez',

## Antenes Extraordinàries
- Calidad Pascual, en el 50è aniversari de la seva fundació
- Fundación de Estudios Estratégicos Internacionales

## Autonomies
- José Luis Mendoza,
- Javier Fernández Fernández
- Inés Arrimadas
- Pío García Escudero